# Bassanago albescens
Bassanago albescens är en fiskart som först beskrevs av Barnard 1923.  Bassanago albescens ingår i släktet Bassanago och familjen havsålar. Inga underarter finns listade.